# Abderrahim Achchakir
Abderrahim Achchakir (ur. 15 grudnia 1986 w Mohammedi) – marokański piłkarz grający na pozycji środkowego lub prawego obrońcy. Od 2017 roku jest zawodnikiem klubu Raja Casablanca.

## Kariera klubowa
Swoją karierę piłkarską Achchakir rozpoczął w klubie Chabab Mohammédia. W jego barwach zadebiutował pierwszej lidze marokańskiej. W 2010 roku odszedł do Difaa El Jadida. Z kolei w 2012 roku został zawodnikiem FAR Rabat. W 2017 przeszedł do klubu Raja Casablanca.

## Kariera reprezentacyjna
W 2013 roku Achchakir został powołany do reprezentacji Maroka na Puchar Narodów Afryki 2013.